# さよならダイノサウルス
『さよならダイノサウルス』（原題：End of an Era）は、カナダの作家ロバート・J・ソウヤーが書いた長編SF小説である。恐竜があれほどに巨大化した理由と、短期間に絶滅した原因がSFのアイデアで描かれている。

## あらすじ
未来へは行けないが、過去に逆行できるタイムマシンが完成した。無人探査機は、白亜紀に4時間滞在して無事に戻ってきた。持ち帰ったデータでは危険なものは無かった。次に2人の考古学者が、直径5メートルの円盤状の探査船に乗って、6千5百万年前の地球に送り込まれた。およそ87時間が経過したら、探査船は自動で元の世界へ帰還するようになっている。そこには見慣れた星座が無い代わりに、月が大小2個あり、緑に近い色に輝く惑星があった。2人はここの重力が、元の地球の半分程度しかないことに驚き、恐竜が巨大化した理由を突き止めたことに興奮する。船外に出て調査しているうちに、人間ほどの大きさの恐竜の群れに捕まった2人の考古学者は、身体を押さえつけられた。恐竜の鼻孔から青いゼリーが出てきて、2人の鼻孔から体内に侵入し記憶をいじくる感じがする。ゼリーが恐竜の身体へ戻ったとたんに、恐竜は片言の英語を話すではないか。それとの会話から、青いゼリーは1億3千万年前に火星からきた知的生物であることが分かった。ゼリーたちは恐竜の体内にいて、それらを操っていたのである。2人はゼリーたちを「ヘット」と呼ぶことにした。ヘットは重力制御技術に優れていたが、時間逆行のことを知らずタイムマシンに興味を持った。だが考古学者たちはその原理を知らず、探査船自体にもその機構は無く、元の世界からコントロールされていた。
ヘットは遺伝子工学にも優れており、大きな生物を宇宙船のように改変して重力制御装置を積み込んで使っていた。探検に出かけた先で、戦車のような物体と恐竜が模擬戦闘しているところと、恐竜の生んだ卵を宇宙船に積み込んで運搬しているのを目撃し、ヘットが第五惑星（火星と木星の間にある惑星）の知的生物たちと戦争をしていることを知った。ヘットは恐竜を遺伝子改変して、強力な戦闘マシンにしようとしていたのだ。やがてヘットたちは群体生物で、大きなゼリー集団から分離しても生きていられることと、リボ核酸から成るウイルスであることも分かった。未来の火星が不毛の惑星となっていることを知ったヘットは、2人とともに未来の世界へ帰還しようとするのだが、危険を察知した考古学者たちはそれを断った。ヘットたちは2人の記憶からタイムマシンの原理を探ろうとして、1人の体内に侵入することに成功した。もう1人がそれに気が付き、AIDS用の抗ウイルス薬をヘットに取り付かれた男の腕に注射する。それによってヘットは死んだ。そして2人とも時間逆行の原理を知らないために、ヘットの計画は失敗した。
未来への帰還の時間が迫る中、ヘットたちは探査船に強引に乗り込もうとして、恐竜たちに上空と地上から襲撃させた。考古学者たちはライフル銃で応戦するものの、大型恐竜には歯が立たず、ハッチから小型恐竜の侵入を許してしまう。万事窮したところで、抗ウイルス薬を打たれた男が「重力抑制衛星」のことを思い出した。ヘットたちが地球を火星並みの重力にするために打ち上げ、恐竜を大きくした原因である。ヘットに取り付かれたときに、お互いの記憶の交換があったのだ。その衛星の機能を止めればここの重力が2倍になって、恐竜たちは動けなくなるはずだ。記憶を頼りに無線周波数や制御コードを割り出してコンピューターに入力し、自動送信で繰り返し電波を出す。すぐに2人は急に身体が重くなった。恐竜たちも脚の骨が折れ、内臓が潰れて次々に倒れていく。空を舞っていた翼竜はまっさかさまに落ちてきた。やがて帰還のときが来て、探査船は無事に元の時代へ戻ることができた。あの時代の恐竜が絶滅した理由が判明した。そしてヘットたちがどうなったのかも。それらは第五惑星との戦争を続けて、やがては惑星そのものを破壊したと思われた。その破片は大部分が小惑星帯になり、一部は火星に落下して不毛の惑星に変えてしまったのだろう。ヘットには個々に生き延びたやつがいて、知性は失われたものの生物に取り付くというウイルスの特性は残していた。現代のインフルエンザ、風邪、ポリオなどの病原体として…。

## 主な登場人物
- ブランドン・サッカレー - 古生物学者。恐竜研究家。
- マイルズ・ジョーダン - 古生物学者。
- チン＝メイ・ファン - 時間逆行の原理を発見した物理学者。

## 書誌情報
『さよならダイノサウルス』　内田昌之訳　ハヤカワ文庫　SF1164  1996年10月